# Vorta
I Vorta sono una specie aliena immaginaria dell'universo fantascientifico di Star Trek. Compaiono nella serie televisiva Star Trek: Deep Space Nine. I Vorta sono fedeli servitori dei Fondatori per i quali ricoprono ruoli di comandanti di campo, amministratori, scienziati e diplomatici all'interno del loro impero detto Dominio.

## Storia dei Vorta
I Vorta costituisco l'apparato amministrativo del Dominio. Sono esseri creati per clonazione e modificati geneticamente per adempiere alle funzioni all'interno del Dominio. Sono geneticamente assoggettati ai Fondatori e immuni a praticamente ogni forma di avvelenamento; non hanno il senso dell'estetica e hanno una vista debole, ma hanno un buon udito. I Vorta spesso si atteggiano come subdoli e arroganti politicanti.
Nei Vorta il senso dell'estetica è poco sviluppato. Questa caratteristica, secondo la loro tradizione, sarebbe stata voluta dai Fondatori per ricordare le loro origini umili.
Secondo la loro storia (o un mito), i Vorta erano molto differenti da come lo sono adesso. I Vorta vivevano nelle foreste del loro pianeta ed erano esseri piccoli, timidi e indifesi simili ai lemuri che si nutrivano di bacche e di noci e vivevano nel terrore di essere aggrediti dai predatori. Un giorno, una famiglia di Vorta ospitò un mutaforma ferito, che fuggiva nelle foreste dall'inseguimento di alcuni "solidi" che volevano ucciderlo, e si presero cura di lui. Come segno di gratitudine per avergli salvato la vita, il mutaforma promise che i Vorta sarebbero stati trasformati in esseri senzienti, che sarebbero diventati una forza dominante in un nuovo grande impero che avrebbe dominato la Galassia.
I Vorta dispongono di un impianto di terminazione innestato nel loro cervello che consente loro di commettere suicidio volontariamente in caso di cattura o di altri eventi che lo richiedono. In caso di tentativo di manomissione, l'impianto causa una morte dolorosa al Vorta.

## Filmografia

### Televisione
- Star Trek: Deep Space Nine - serie TV, 33 episodi (1994-1999)

## Giochi

### Videogiochi
- Star Trek Online (2010)